# Masdevallia triangularis
Masdevallia triangularis là một loài lan được tìm thấy ở Venezuela into Ecuador.

## Hình ảnh

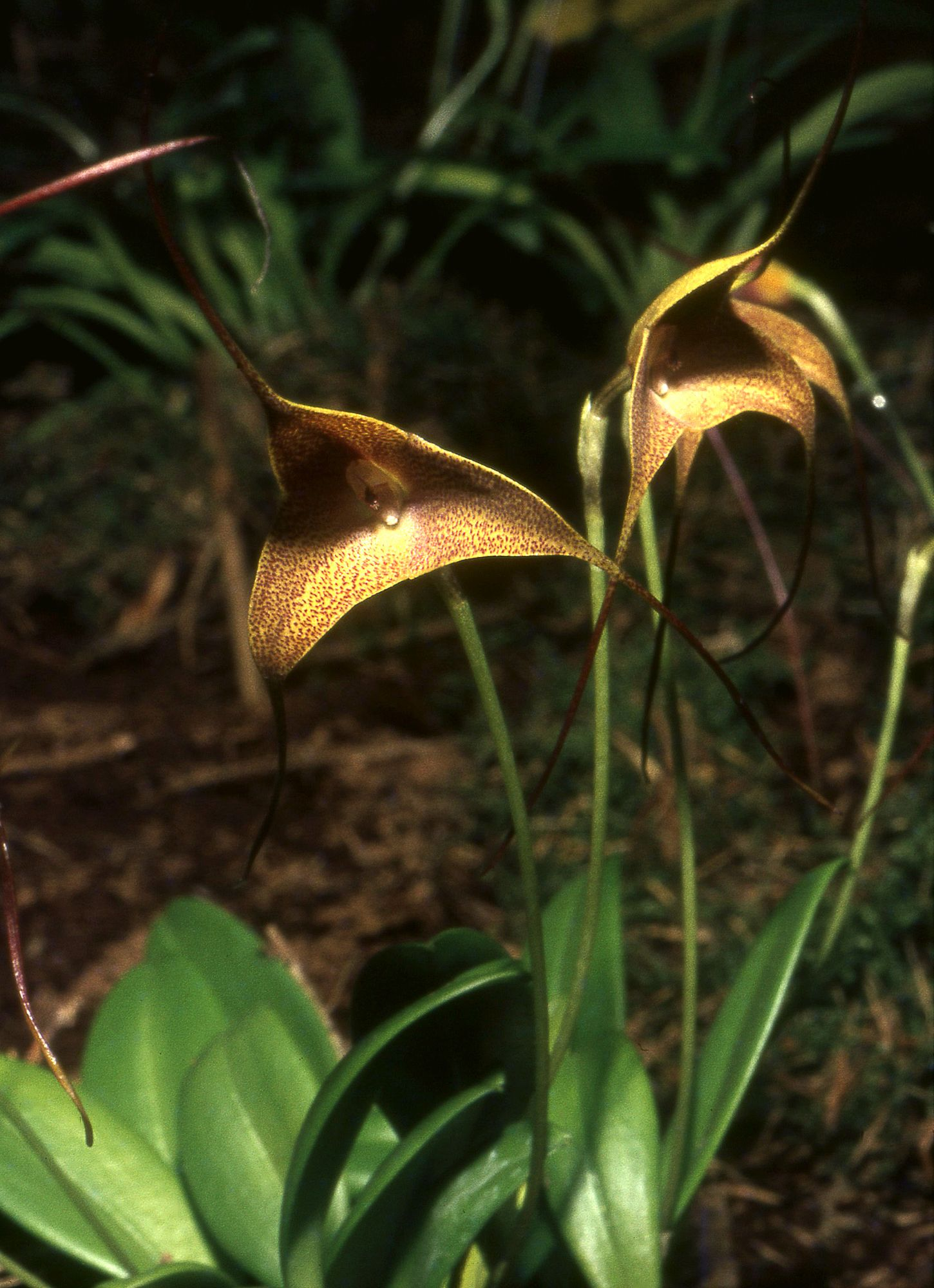
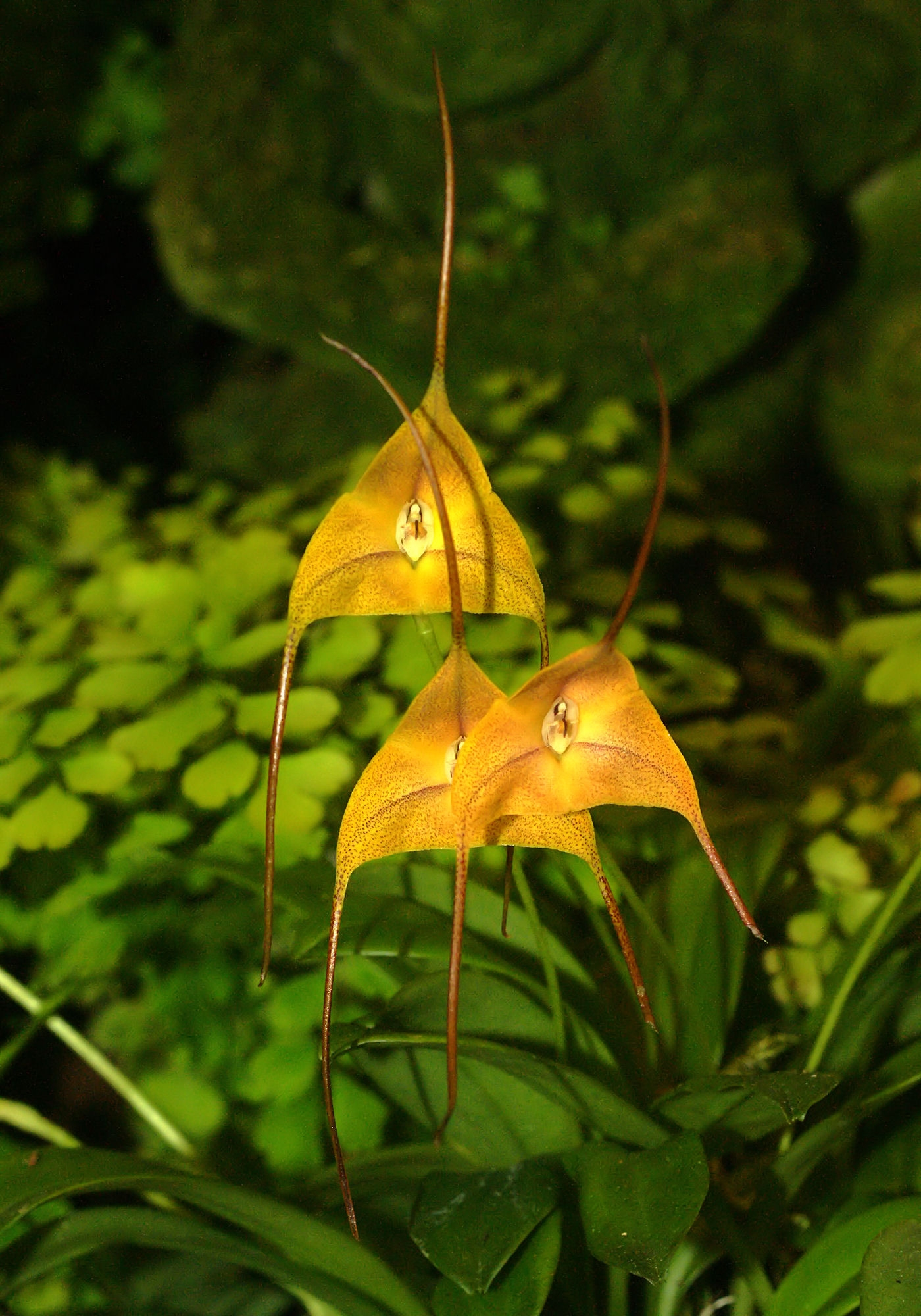
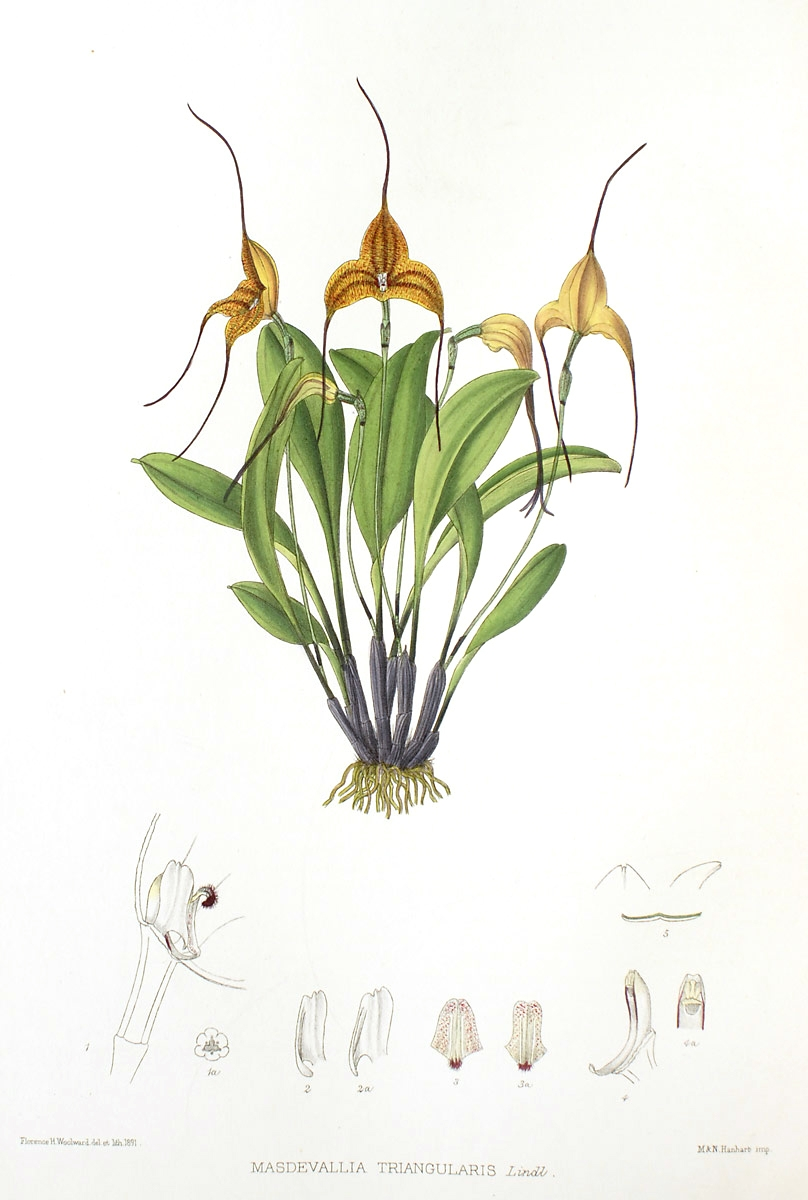